# Winthemia trinitatis
Winthemia trinitatis là một loài ruồi trong họ Tachinidae.